# Heiligwasser

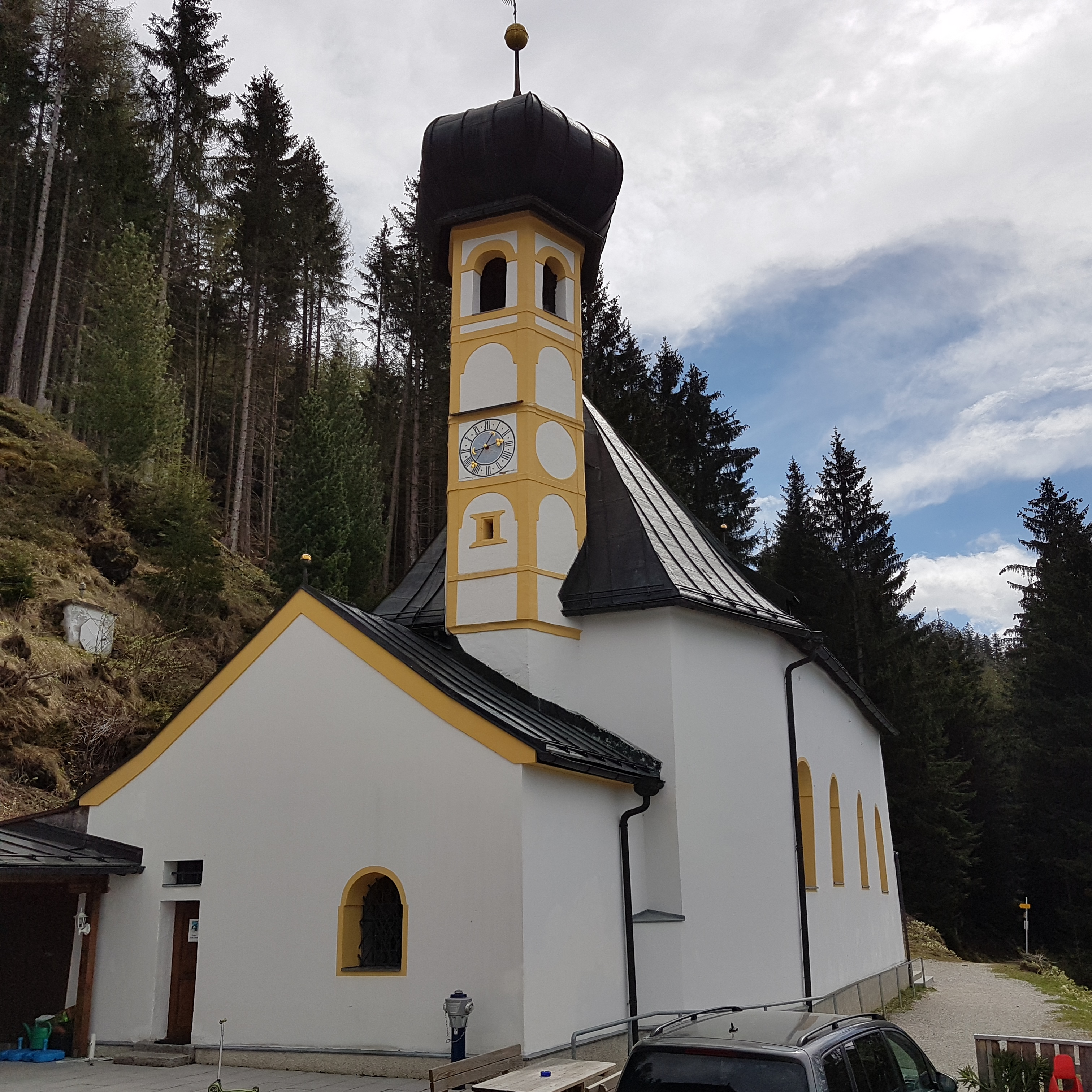
Wallfahrtskirche von Nordosten

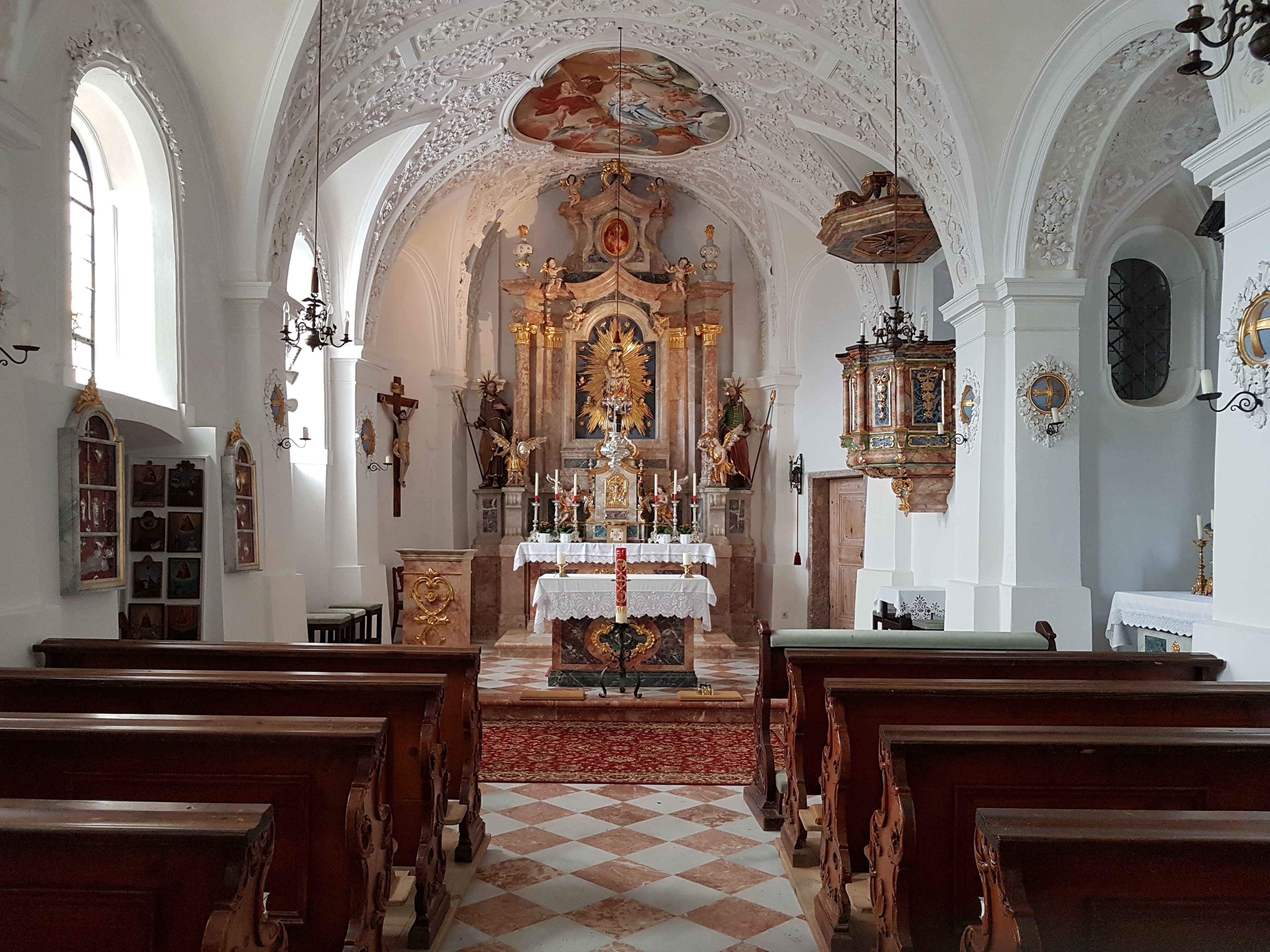
Innenraum der Wallfahrtskirche

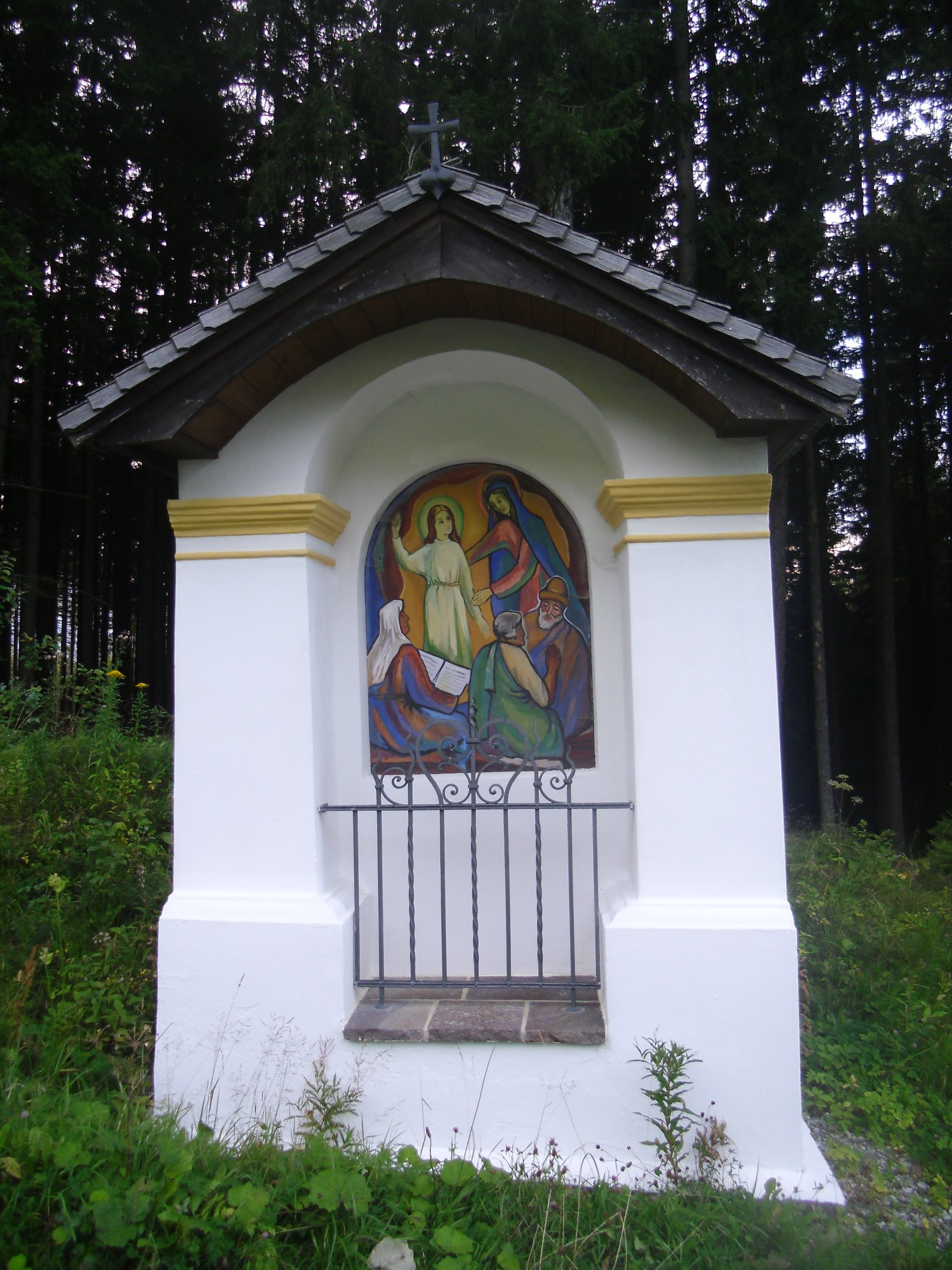
Eine der Wegkapellen

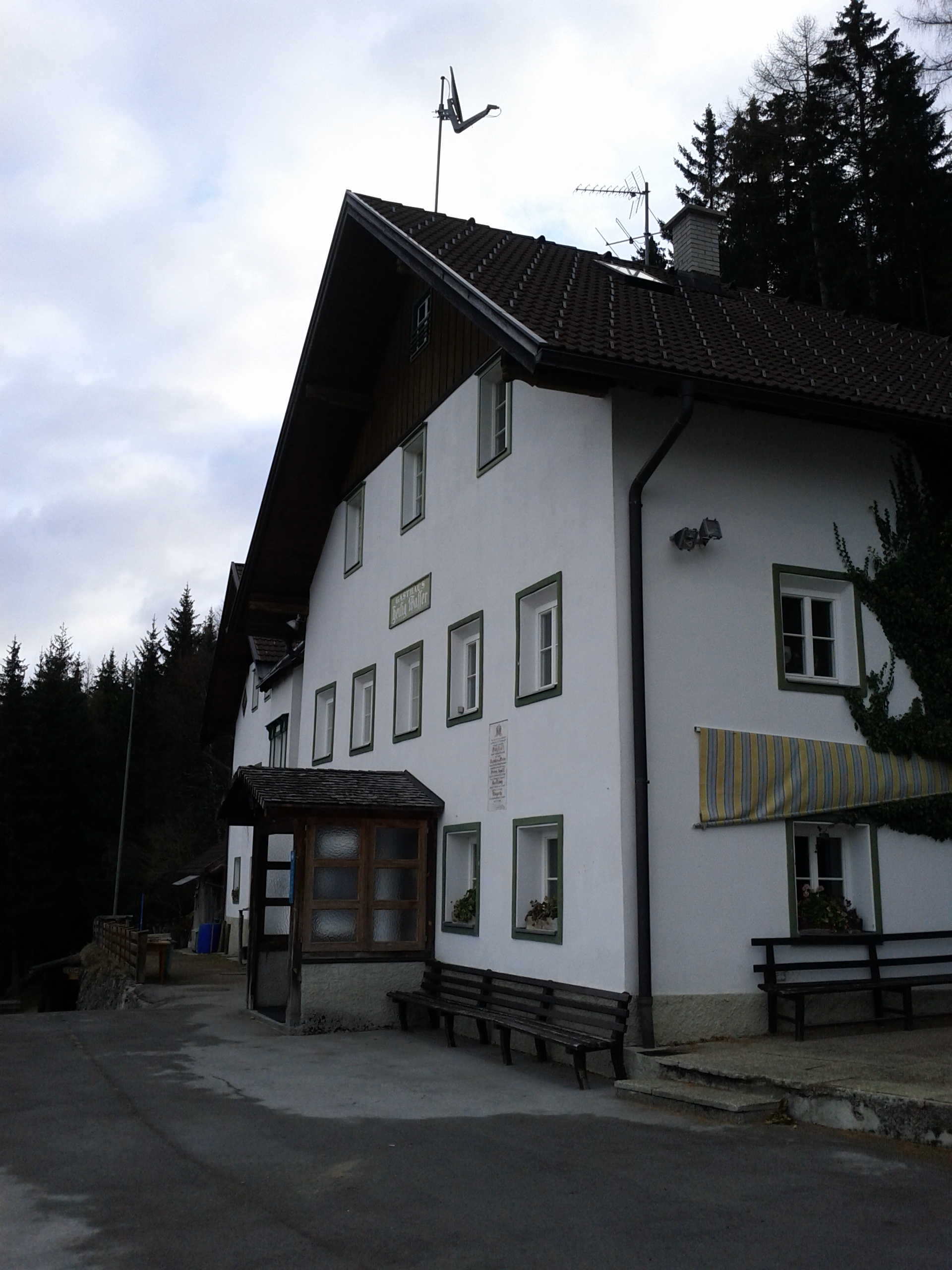
Gasthaus

Heiligwasser ist ein Wallfahrtsort bei Innsbruck in Tirol.

## Lage
Heiligwasser liegt auf 1234 m ü. A. oberhalb von Igls am Abhang des Patscherkofels. Von Igls führt ein Pilgerweg mit ehemals zehn, heute fünf Kapellen mit Darstellungen des freudenreichen Rosenkranzes hinauf. Heiligwasser war auch von der gleichnamigen Mittelstation der alten Patscherkofelbahn erreichbar.

## Geschichte
Der Legende nach erschien im Jahr 1606 die Muttergottes zwei Bauernsöhnen, die auf der Suche nach verlorenem Vieh waren. Sie wies ihnen den Weg zu einer Quelle, wo sie das Vieh fanden, und trug ihnen auf, den Chorherren vom Stift Wilten zu sagen, dass neben der Quelle eine Kapelle gebaut werden sollte. Die Buben trauten sich jedoch nicht, das weiterzugeben. Als 1651 an derselben Quelle ein taubstummes Kind geheilt wurde, wurde mit Erlaubnis des Bischofs von Brixen eine kleine hölzerne Kapelle erbaut, die bald zum Ziel von Wallfahrern wurde. 1661 ließ Abt Dominikus Löhr die heute noch bestehende Kirche erbauen, in der 1662 eine gotische Madonna aus dem Stift Wilten aufgestellt und die erste Messe gefeiert wurde. Am 20. Oktober 1665 wurde die Kirche dem Patrozinium Maria Schnee geweiht. Damals bestand in Heiligwasser auch eine Einsiedelei.
1723 wurde an der südlichen Längsseite der Kirche eine Seitenkapelle zu Ehren d. Hl. Ottilie angebaut, 1740/41 wurde die Kirche um ein Vorhallenjoch mit Empore erweitert. Im Zuge der Reformen Josephs II. sollte die Kirche 1786 aufgehoben werden, was durch ein Attest, das dem dort entspringenden Quellwasser heilende Wirkung bestätigte, verhindert werden konnte. Die Wallfahrt war Ende des 18. Jahrhunderts dennoch stark eingeschränkt. Im 19. Jahrhundert blühte sie wieder auf, zum 250-jährigen Jubiläum im Jahr 1856 besuchten in der Festwoche 30.000 Pilger Heiligwasser.

## Wallfahrtskirche
Die 1662–1665 erbaute Kirche ist ein einfacher rechteckiger Saalbau mit Vorhalle, dreiseitig geschlossenem Chor und sechseckigem Chorturm mit Zwiebelhelm. Über dem Portal befindet sich ein Fresko von 1743 mit der Darstellung der Ursprungslegende, das Johann Michael Strickner zugeschrieben wird. Das dreijochige Langhaus ist innen mit Wandpfeilern und einer reich stuckierten Stichkappentonne versehen. Die Deckenfresken wurden 1945 von Hans Andre geschaffen. Am barocken Hochaltar befindet sich das Gnadenbild, eine spätgotische Madonna mit Kind aus der ersten Hälfte des 15. Jahrhunderts, das 1971 gestohlen und durch eine Kopie ersetzt wurde. In der Seitenkapelle steht ein Marmoraltar, der 1667 für die Annenkapelle der Stiftskirche Wilten gestiftet wurde und mit einem Altarblatt mit der hl. Ottilie aus dem 18. Jahrhundert versehen ist.
Neben dem Haupteingang im Westen befindet sich der 1736 errichtete Brunnen. Östlich der Kirche steht das Wallfahrtsgasthaus, das unter Abt Martin Stickler (1719–1747) als Mesnerhaus erbaut wurde und in den 1920er Jahren auf die heutige Größe erweitert wurde.